# Yoga khỏa thân

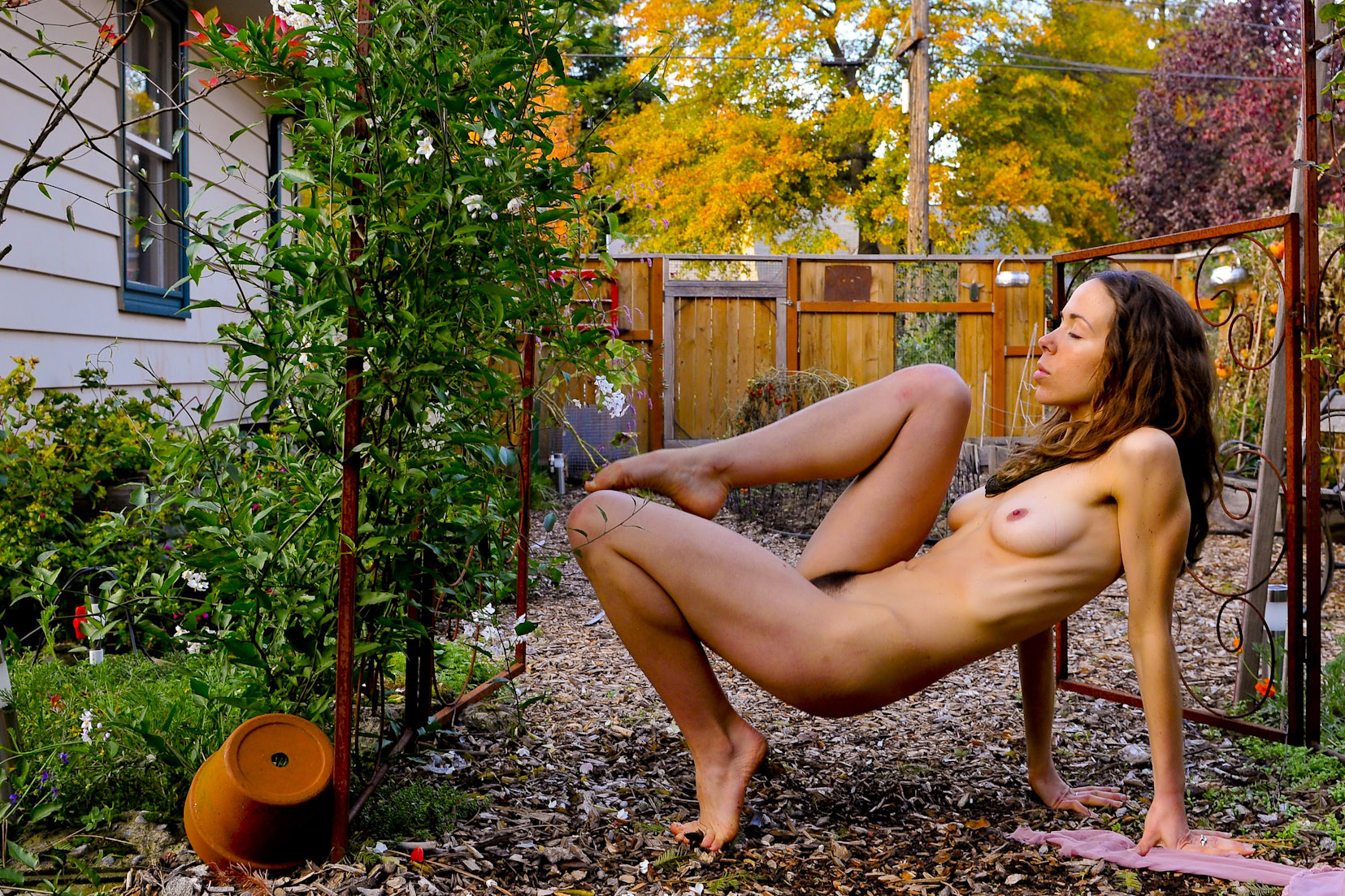
Tập Yoga khỏa thân trong vườn

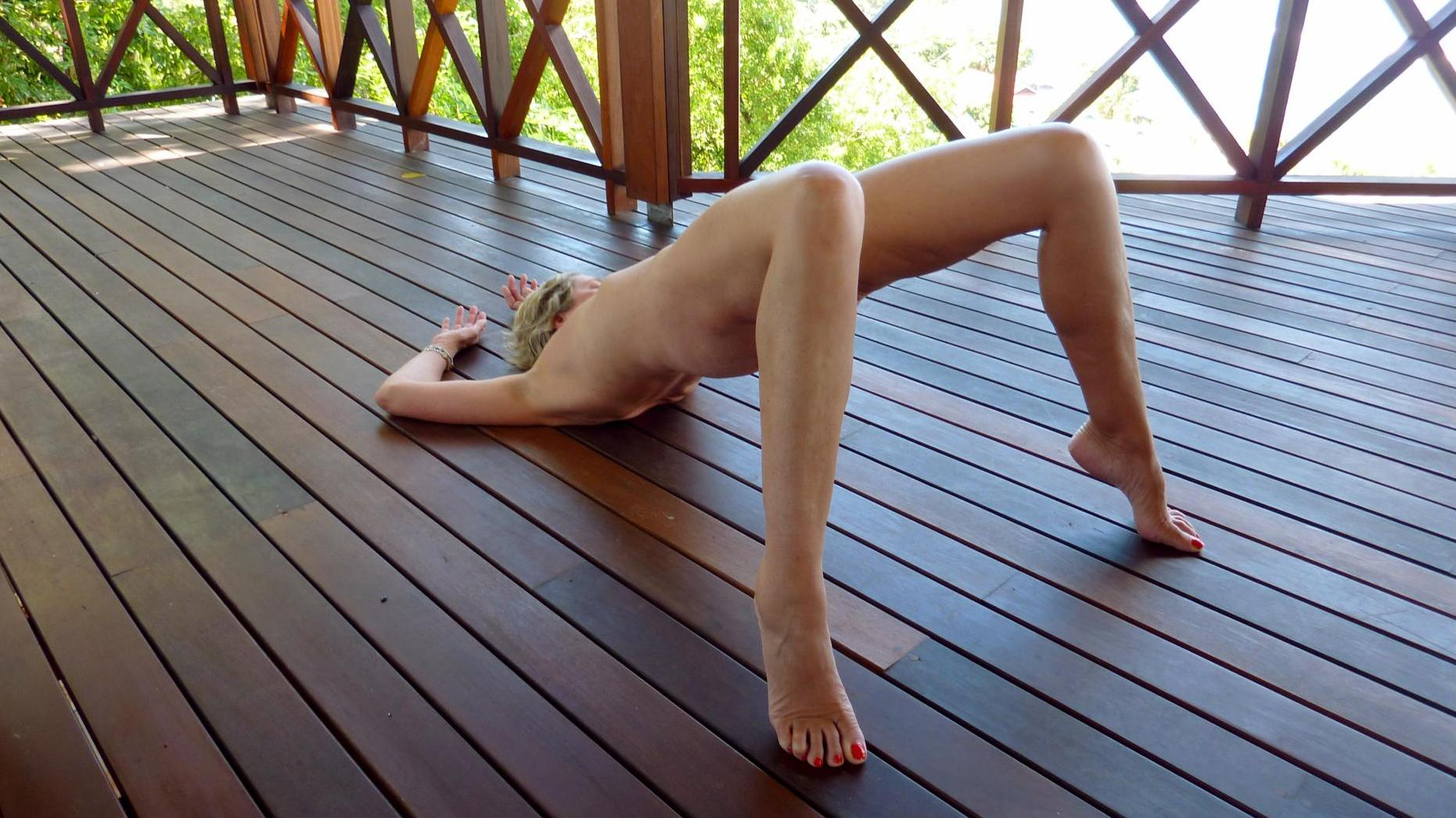
Tập Yoga khỏa thân trên sàn

Yoga khỏa thân (tiếng Anh: Naked yoga; tiếng Phạn: Nagna yoga hay Vivastra yoga) là việc thực hành bài tập Yoga không mặc quần áo. Yoga khỏa thân đã tồn tại từ thời cổ đại như một thực hành tâm linh và được Bhagavata Purana nhắc đến vào thế kỷ VII-X và sau đó cũ được nhà địa lý Hy Lạp cổ đại Strabo đề cập. Những người ban đầu ủng hộ phương pháp Yoga khỏa thân trong thời hiện đại bao gồm những người chơi thể thao như Blanche de Vries và nữ diễn viên kiêm vũ công Marguerite Agniel. Trong thế kỷ XXI, phong trào này ngày càng trở nên phổ biến, đặc biệt là ở xã hội phương Tây quen thuộc hơn với ảnh khoả thân cộng đồng. Yoga đã được thực hành theo kiểu khỏa thân từ thời cổ đại. Việc thực hành khỏa thân tâm linh khá phổ biến trong việc tu tập của những tu sĩ thuộc dòng Digambara theo Kỳ Na giáo Sadhu Aghori và các nhóm khổ hạnh khác trong các tôn giáo khác. Thánh lệnh của Naga Sadhus dễ nhận thấy trong các nghi lễ rước và tắm rửa thanh tẩy tại Kumbh Mela đã sử dụng hình thức khoả thân như một phần trong bài thực hành gột sạch tâm linh của họ.

## Lịch sử
Trong Bhagavata Purana (viết khoảng 800–1000 AD) có đề cập: "Một người xuất gia có thể cố gắng tránh ngay cả một chiếc váy để che thân. Nếu anh ta mặc bất cứ thứ gì thì nó chỉ nên là một cái khố, và khi không cần thiết, sannyāsī thậm chí không nên nhận daṇḍa. Một sannyāsī nên tránh mang theo bất cứ thứ gì ngoại trừ daṇḍa và Kamandalu". Nhà chinh phạt Alexander Đại đế đến Ấn Độ vào thế kỷ thứ 4 trước Công nguyên. Cùng với quân đội của mình, ông mang theo các học giả Hy Lạp, những người sau này đã viết hồi ký về địa lý, con người và phong tục mà họ đã tận mắt trông thấy. Một trong những người bạn đồng hành của Alexander là Onesicritus người mô tả các thiền sinh của Ấn Độ được Strabo trích dẫn trong Quyển 15, Phần 63-65. Onesicritus tuyên bố "những hành giả Ấn Độ đó (như Mandanis) đã thực hành sự xa cách và "các tư thế khác nhau - đứng hoặc ngồi hoặc nằm khỏa thân-và bất động".
Yoga khỏa thân hiện đại đã được thực hành ở Đức và Thụy Sĩ thông qua một phong trào mang tên Lebensreform. Phong trào này đã có từ cuối thế kỷ XIX đề cao phương pháp Yoga và khỏa thân. Vào đầu thế kỷ 20, thuật ngữ Gymnosophy đã được một số nhóm thực hành khỏa thân, khổ hạnh và thiền định sử dụng. Blanche de Vries đã kết hợp sự phổ biến của thuật ngữ khiêu vũ phương Đông với yoga. Năm 1914, bà được giao phụ trách một trường dạy Yoga dành cho phụ nữ ở thành phố New York. Năm năm sau, bà mở một học viện dành cho phụ nữ, dạy Yoga Gymnosophy - cái tên truyền tải sự pha trộn giữa yoga và chủ nghĩa khỏa thân và bà đã giảng dạy cho đến năm 1982. Ở phương Tây từ những năm 1960, việc tập Yoga khỏa thân đã được đưa vào phong trào hippie và trong những môi trường tiến bộ về hạnh phúc, chẳng hạn như tại Viện Esalen ở California và tại khu dân cư khỏa thân Elysium ở Topanga Canyon, Los Angeles. Yogi Aaron, chủ sở hữu của Hot Nude Yoga đã bắt đầu phiên bản Yoga khỏa thân của mình vào tháng 4 năm 2001. Phong cách kết hợp các yếu tố của Ashtanga, Kundalini và liên hệ Yoga với các yếu tố của Mật tông Tây Tạng (Tantra) ở đây là phép tu song thân (Karmamudrā).

## Hình ảnh

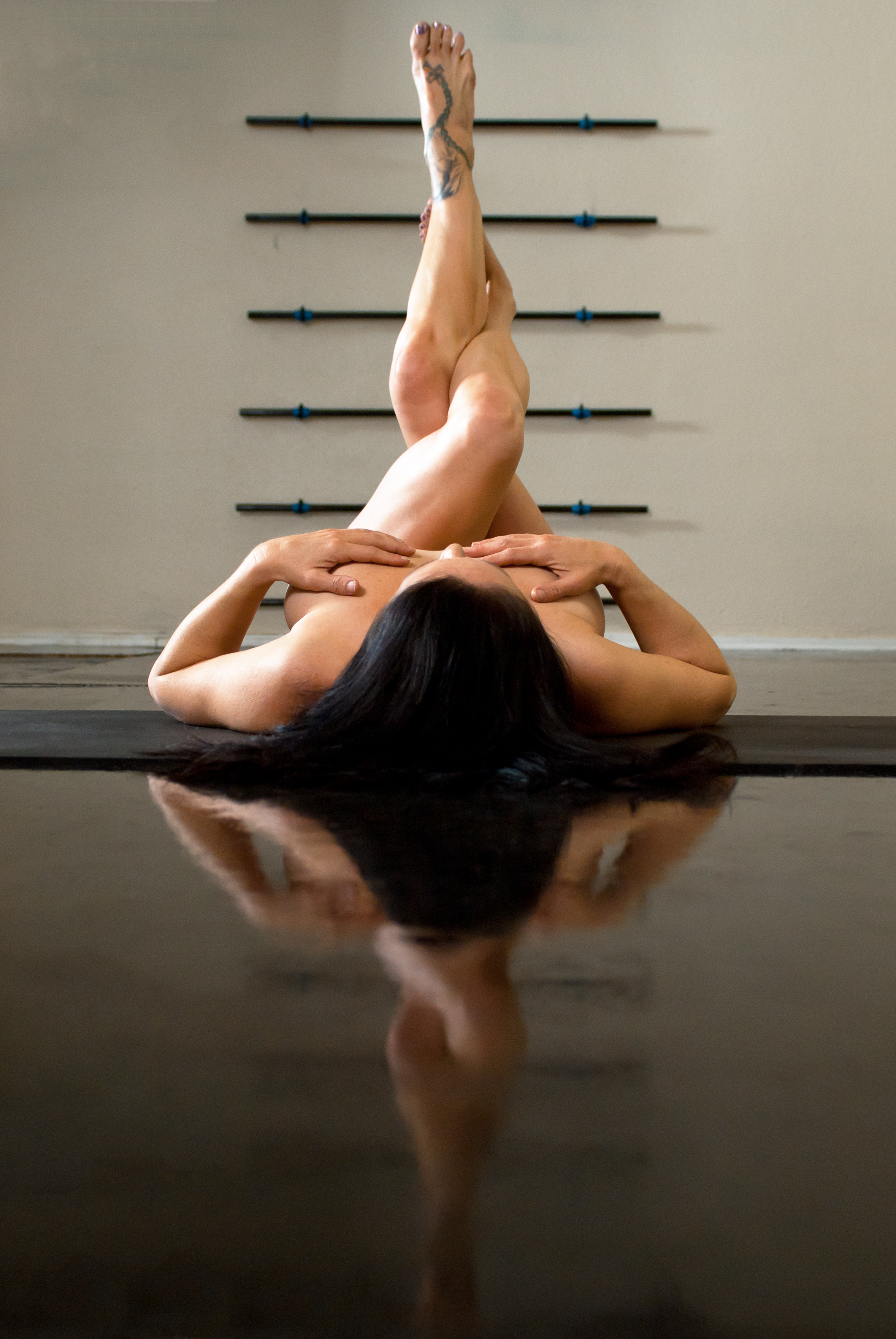
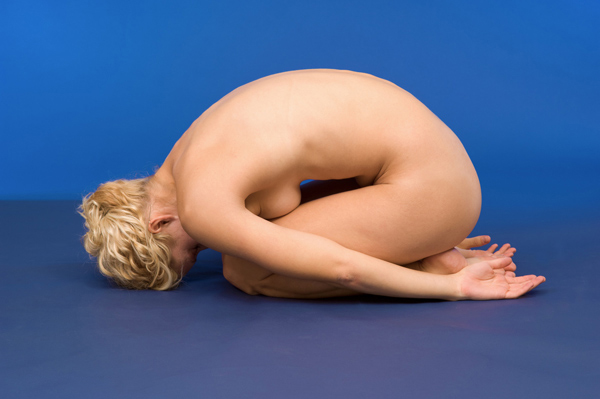
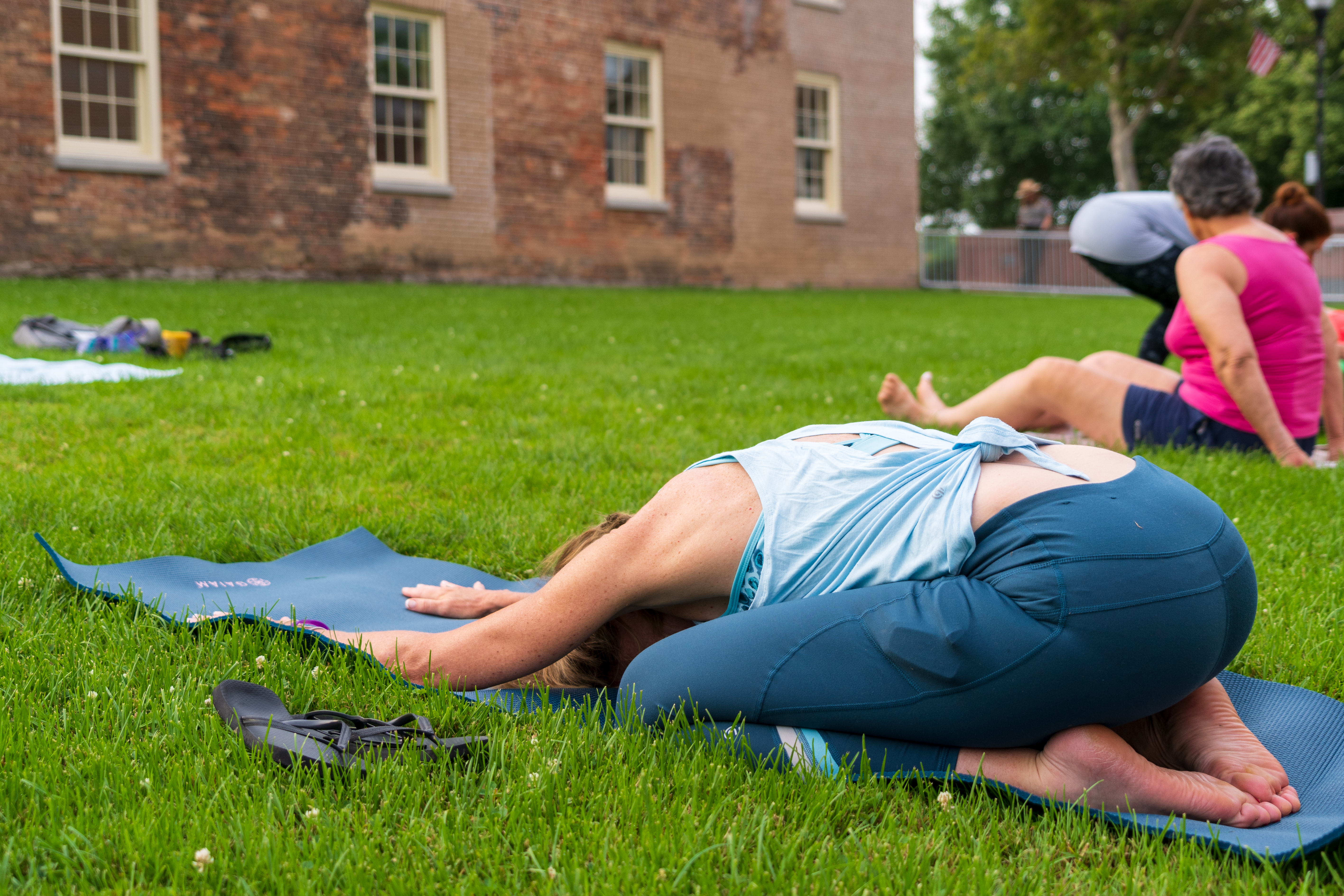